# Johannes Bruzæus
Johannes Bruzæus, född i 1600 i Hagebyhöga socken, död 13 oktober 1661 i Hagebyhöga socken, Östergötlands län, var en svensk präst.

## Biografi
Johannes Bruzæus föddes 1600 i Hagebyhöga socken. Han var son till kyrkoherden Benedictus Birgeri och Brita Nilsdotter. Bruzæus blev 1624 student vid Uppsala universitet men står inte med i universitets matrikel. Han prästvigdes 1628 till komminister i Fivelstads församling, Hagebyhöga pastorat och blev 1650 kyrkoherde i Hagebyhöga församling, Hagebyhöga pastorat. Bruzæus avled 1661 i Hagebyhöga socken och begravdes i Fivelstads kyrkas kor. Gravstenen flyttades senare till vapenhuset.

### Familj
Bruzæus gifte sig med Anna Gyllenållon (död 1666). Hon var dotter till befallningsmannen på Vadstena slott Nils Arvidsson Gyllenållon och Barbro Andersdotter (Björnram). De fick tillsammans barnen Anna, som var gift med kyrkoherden i Stens församling Olavus Metropolinus, och Barbro, som var gift med kyrkoherden i Kullerstads församling Petrus Corylander.